# Saint-Guiraud
 Saint-Guiraud  es una población y comuna francesa, situada en la región de Occitania, departamento de Hérault, en el distrito de Lodève y cantón de Gignac.

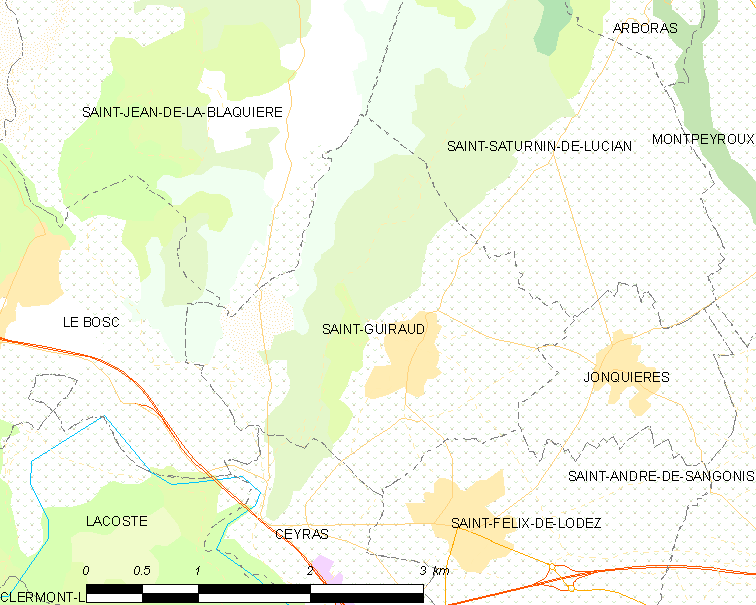
Mapa

## Demografía
| 120 | 126 | 110 | 128 | 171 | 184 | 211 |
| Para los censos de 1962 a 1999 la población legal corresponde a la población sin duplicidades (Fuente: INSEE [Consultar]) |     |     |     |     |     |     |